# Orchestina foa
Orchestina foa là một loài nhện trong họ Oonopidae.
Loài này thuộc chi Orchestina. Orchestina foa được miêu tả năm 2002 bởi Michael Saaristo & van Harten.